# 察哈爾民衆抗日同盟軍
察哈爾民衆抗日同盟軍（チャハルみんしゅうこうにちどうめいぐん）は、またの名を察綏抗日同盟軍という。1933年に馮玉祥・方振武・吉鴻昌などの中国人将校が察哈爾（チャハル）で組織した中国共産党指導下の抗日部隊の一つである。
長城事変が終わった後に、日本軍は長城を越えて、華北に浸透し、1933年春、進撃しチャハル地区を占領した。同年5月26日、馮玉祥は張家口で主に馮玉祥の部下と共産党の支持者から成る10万人の察哈爾民衆抗日同盟軍を正式に組織し、馮玉祥は総司令となった。6月22日には、チャハルと熱河の日本軍に向けて進撃を開始した。7月12日、同盟軍は吉鴻昌の指揮のもと、要衝ドロンノールを攻撃し占領。これにより、日本軍をチャハルからすべて追い出した。満州事変以来、日本軍に奪われた失地回復の第一歩となった。
その後、日本軍と満洲国軍2万人は反撃に出て、同時に南京の中華民国国民政府は軍令の統一を実現する為に、軍隊を派遣して張家口に接近して、同盟軍の後方を脅かした。この情況下で、馮玉祥はしかたなく8月5日に抗日同盟軍の解散を宣言し、部隊から離れた。同盟軍の大部分は宋哲元に接収改編された。しかし方振武・吉鴻昌と中国共産党の掌握する部隊は接収改編を受け入れず、中国共産党の指導のもとに戦闘を継続し、河北の昌平の一帯に移動したが、10月に失敗に終わる。方振武は国外に亡命、吉鴻昌は天津に逃亡した後に逮捕されて、北平で死刑となった。

## 編制

### 同盟軍総司令部
総司令 馮玉祥
前敵総司令 方振武
前敵総指揮 吉鴻昌
総参謀長 邱山寧
総参賛 劉治洲
総参議 朱霽青
第1軍軍長 佟麟閣
第2軍軍長 吉鴻昌〔兼任〕
第3軍軍長 高樹勲〔後に第2挺進軍に再編〕
第4軍軍長 孫良誠〔後に騎兵挺進軍に再編〕
第5軍軍長 阮玄武
第6軍軍長 張凌雲
第16軍軍長 李忠義
第18軍軍長 黄守中
第5路軍総指揮 鄧文（後に檀自新）
第6路軍総指揮 劉桂堂
第1挺進軍司令 雷中田
察哈爾自衛軍軍長 張砺生
遊撃第1路司令 王英
抗日救国軍総指揮：方振武〔兼任〕